# Ancylotrypa zebra
Ancylotrypa zebra là một loài nhện trong họ Cyrtaucheniidae. Loài này phân bố ờ Nam Phi.